# Moedas de euro italianas
O Euro (EUR ou €) é a moeda comum para as nações que pertencem à União Europeia e que aderiram à zona Euro. As moedas de euro têm dois lados diferentes: um lado comum, europeu, mostrando o valor da moeda, e um lado nacional, mostrando um desenho escolhido pelo país membro da UE onde a moeda foi cunhada. Cada país membro tem um ou vários desenhos únicos a esse país.
Para visualizar as imagens do lado comum e para ter uma descrição detalhada das moedas, ver moedas de euro.

As moedas de euro italianas possuem cada uma um desenho único, mas referentes a um tema comum que visa honrar as obras de arte italianas mais conhecidas. Cada moeda foi desenhada por um designer diferente, nomeadamente, da moeda de 1 cêntimo à de 2 euros: Eugenio Driutti, Luciana De Simoni, Ettore Lorenzo Frapiccini, Claudia Momoni, Maria Angela Cassol, Roberto Mauri, Laura Cretara e Maria Carmela Colaneri. Todos os desenhos têm em comum as 12 estrelas, representando os 12 países que começaram a fazer parte comum ao Euro (em 2002), o ano de distribuição e as letras sobrepostas "RI", de Repubblica Italiana (República Italiana).
Não há moedas italianas com data anterior a 2002, porque apesar de a sua cunhagem ter começado antes, só foram distribuídas ao público em 2001.
| € 0,01                                                  | € 0,02                                                                           | € 0,05                                                                                                 |
| ------------------------------------------------------- | -------------------------------------------------------------------------------- | --- |
|                                                         |                                                                                  | |
| O Castel del Monte, um castelo do século XIII em Apúlia | Mole Antonelliana, uma torre que simboliza a cidade de Turim                     | O Coliseu de Roma, o mais famoso anfiteatro romano                                                     |
| € 0,10                                                  | € 0,20                                                                           | € 0,50                                                                                                 |
|                                                         |                                                                                  | |
| O Nascimento de Vénus pelo pintor Sandro Botticelli     | A estátua futurista Formas Únicas de Continuidade no Espaço por Umberto Boccioni | A estátua equestre do Imperador Marco Aurélio                                                          |
| € 1,00                                                  | € 2,00                                                                           | € 2 (rebordo)                                                                                          |
|                                                         |                                                                                  | O rebordo da moeda apresenta o número "2" seis vezes alternado com ** o que dá um total de 12 estrelas |
| O Homem Vitruviano, um desenho de Leonardo da Vinci     | Retrato de Dante Alighieri pelo pintor Rafael                                    | |